# Музыка (рассказ)
«Музыка» — рассказ Владимира Набокова, относящийся к русскому периоду его творчества. Был написан и опубликован (под псевдонимом В. Сирин) в 1932 году, вошёл в состав сборника «Соглядатай» (Париж, 1938).

## Сюжет
Главный герой рассказа, Виктор Иванович, последним приходит на званый вечер. Публика слушает, как играет на рояле некто Вольф. Виктор Иванович в музыке не разбирается, но среди гостей он внезапно замечает свою бывшую жену, с которой расстался два года назад из-за её измены. С этого момента он охвачен воспоминаниями. Как только выступление Вольфа заканчивается, бывшая супруга Виктора Ивановича поспешно уходит. Герой понимает, что музыка, казавшаяся вначале «тесной тюрьмой», «была в действительности невероятным счастьем, волшебной стеклянной выпуклостью, обогнувшей и заключившей его и её, давшей ему возможность дышать с нею одним воздухом».
В финале рассказа некто Бок на вопрос Виктора Ивановича о музыке «Что это было?» отвечает: «Всё, что угодно. „Молитва девы“ или „Крейцерова соната“ — всё, что угодно».

## Создание и оценки
«Музыка» была написана не позже 29 февраля 1932 года и увидела свет в русской эмигрантской газете «Последние новости», выходившей в Париже, 7 марта того же года. Изначально рассказ должен был называться «Ограда». В ноябре 1932 года Набоков прочёл его во время своего первого публичного выступления в Париже, причём сорвал овации. В 1938 году «Музыка» была включена в сборник «Соглядатай». В 1975 году её перевод на английский язык увидел свет в составе сборника Tyrants Destroyed and Other Stories («Истребление тиранов и другие рассказы»).
Биограф Набокова Брайан Бойд охарактеризовал «Музыку» как «бесхитростный, но захватывающий рассказ». По мнению литературоведа Семёна Карлинского, это произведение «написано столь же виртуозно, как и пьеса, исполняемая в нём пианистом».